# Galilea
|  | Aquest article tracta sobre la regió de Palestina. Vegeu-ne altres significats a Galilea (Mallorca), Galilea (La Rioja) o galilea (atri) |

Galilea (llatí: Galilaea, grec antic: Galilaia, hebreu: הגליל‎, àrab: الجليل; lit. ‘circuit’) és una ampla regió situada al nord d'Israel, tradicionalment dividida en tres parts: l'Alta Galilea, la Baixa Galilea i la Galilea occidental, també dita La costa Nord d'Israel.

## Geografia
Galilea és una regió muntanyosa, al nord de l'antiga Palestina, amb una plana fèrtil que voreja el llac de Genesaret o de Tiberíades, també anomenat Mar de Galilea. És la part més fèrtil i rica de Palestina.
Engloba més d'un terç del territori actual d'Israel, estenent-se de Dan al nord, al peu del mont Hermon fins als monts Carmel i Gilboa al sud, i de la vall de Jordània a l'est fins a la rodalia del mar Mediterrani a l'oest, passant per les planures de Jezreel i Akko.
A la part muntanyosa hi ha les poblacións de Naïm (que significa bonic), Natzaret (mirador) i Canà (canyar).
La part del llac Tiberíades, on es troben les ciutats de Cafarnaüm, Corazín i Betsaida, és abundant tant en cereals, fruita, oliveres i vinyes, com també en pesca i derivats.

## Bíblia
El nom apareix per primera vegada al Llibre de Josuè. Al Primer Llibre dels Reis (1 Re 9:11-13), es diu que Salomó va recompensar Hiram per certs serveis efectuats amb aquest oferint-li una planura entre les muntanyes de Naftali. Hiram va quedar decebut pel regal i en va dir la terra de Cabul. Els Judeans la van anomenar Galil. Segons el Llibre dels Macabeus, Galilea va ser teatre de nombrosos combats quan els Judeans es van revoltar contra la dinastia Selèucida. És sobretot al Nou Testament que Galilea és citada. L'essència de la vida de Jesús s'hi desenvolupa. Els tres primers evangelis són consagrats a les seves activitats en aquesta regió.
Tiberi era l'emperador des de l'any 14 i els jueus de Palestina estaven a punt de la rebel·lió. L'any 26, tota la riba mediterrània es trobava sota dominació romana. Galilea estava governada per Herodes Antipas, més conegut per Herodes el Tetrarca, i Judea acabava d'ésser posada en mans d'un nou governador: Ponci Pilat, que entrà amb llur exèrcit romà dins Jerusalem des de la seva base de Cesarea.
A un dels onze apòstols, Jaume, li fou assignada la regió més occidental de l'Imperi, allà on s'acabava el món: Hispània. Hi va restar predicant set anys a Galícia, des d'on marxà a altres parts de la província hispànica per a retornar, temps després a la seva terra, Galilea. Fou llavors quan Herodes Agripa I, fill d'Aristòbul i net d'Herodes el Gran (a mans del qual moriren els innocents), rei d'Iturea i Galilea (ambdues riberes del nord del riu Jordà) prengué Jaume i el va fer escapçar, a l'estil romà: amb l'espasa. Era l'any 44.
L'expressió de Galilea de les Nacions (per exemple, Mt 4:15), Galil ha Goyim, fa pensar que simbolitza que es volia convertir en una regió diferenciada de Judea i del Temple de Jerusalem.

## Història
En l'època de Jesús ja hi havia uns 300.000 habitants.
Com que la població s'ha anat fusionant amb estrangers, que no són jueus de religió, els galileus no són ben vistos pels jueus fervents, que anomenen la regió Galilea dels gentils una cosa semblant a districte dels ateus.
Durant el període romà, la província de Palestina va ser dividida en tres regions, la Judea, la Samària i la Galilea.
Després de la presa de control de la regió pel califat àrab l'any 638, aquesta va formar part del jund d'Urdunn (Jordània). El Shi'a Fatimid va prendre el control de la regió en els anys 900; una secta venerant el califa Fatimid al-Hakim biAmr Allah va formar la religió drusa, al centre-nord de la Galilea.
Durant les Croades, va ser organitzada en Principat de Galilea, una de les més importants senyories de les Croades.
Al començament del segle xx, va ser colonitzada pels àrabs, els drusos i minories com els circassians i els jueus. La població jueva va augmentar ràpidament per la immigració sionista.
Després de la guerra araboisraeliana de 1948, la Galilea passa a ser controlada per Israel. Una gran part de la població fuig, deixant pobles sencers buits; tanmateix, hi van quedar més palestins que en la majoria d'altres zones, particularment a causa d'un acostament amb els drusos. Els kibboutzim al voltant del mar de Galilea van ser bombardejats per l'artilleria de l'exèrcit sirià. Els bombardeigs van parar després de la conquesta israeliana de l'Altiplà del Golan el 1967.
Durant els anys 70 i 80, l'OAP ha llançat atacs sobre pobles de l'Alta Galilea des del Líban.